# Tolo Marton
Tolo Marton, vero nome Vittorio (Treviso, 13 settembre 1951), è un chitarrista, armonicista e compositore italiano.

## Biografia
È nato in una famiglia di origine moglianese, figlio di Bruno Marton, esponente della Democrazia Cristiana che fu sindaco di Mogliano Veneto (1951-1956), presidente della provincia di Treviso (1960-1965) e sindaco di Treviso (1965-1975).

### Gli esordi
Tolo Marton si appassiona fin da piccolo alla musica, influenzato dalla passione del fratello maggiore per il pianoforte, ascoltando Beethoven, Chopin, Liszt, Bach, ma in casa sua non c'è un piano. Ascolta i dischi delle sorelle maggiori e impara a memoria, prima di saperli suonare, pezzi di Conway Twitty, Jack Scott, Elvis Presley, Paul Anka, Everly Brothers, Santo & Johnny, e canzoni di Domenico Modugno e Mina.
Dopo aver conosciuto Help! dei Beatles nel 1965 Tolo cominciò ad ascoltare beat, nonostante non gli interessassero e non comprendesse il senso dei generi musicali. Nel 1966 iniziò a suonare una vecchia chitarra classica prestatagli dal cognato. Verso la fine del 1968 conobbe Francesco Spinelli, chitarrista di un anno più giovane che si esibiva già con alcuni gruppi locali. Da lui conobbe Jimi Hendrix, i Cream, i Led Zeppelin, i Taste, i Doors, gruppi di cui spesso tentavano di emulare il sound. Formarono quindi i Blues Matter, in cui Tolo suona il basso elettrico, mentre nel 1970 entrambi, Tolo al basso e Francesco alla chitarra, entrarono a far parte de La Nuova Generazione, gruppo nato nel 1966 in cui hanno suonato altri musicisti trevigiani come Paolo Steffan e Alberto Negroni. Il gruppo, dopo aver suonato nei vari locali di Treviso e provincia ed aver fatto una breve stagione a Jesolo, si sciolse nel settembre del 1971. Tolo allora abbandonò il basso per ritornare alla chitarra.
Assieme all'amico batterista Alberto Martinuzzi Tolo formò un nuovo gruppo BESTIA per proporre musiche dei Taste, Grand Funk Railroad e Black Sabbath.
Nel 1972 entrò, assieme a Alberto Martinuzzi, nel gruppo padovano I Puppies, con cui suonò un anno sempre in sala da ballo, il loro repertorio era basato specialmente sulla musica dei Rolling Stones.
Nel 1973 entrò nel gruppo trevigiano Le Impressioni, già autori di due 45 giri per l'etichetta It nel 1971 e 1972. Con loro registrò tra il 1973 ed il 1974 quattro brani per la EMI: I Want to Hold Your Hand dei Beatles e l'originale Paranoia dance. Gli altri due brani, una reinterpretazione di un altro brano dei Beatles, Eleanor Rigby, e il brano originale Trip to Paradise, usciranno su 45 giri nel 1975, sotto il nome Raptus, scelto dalla casa discografica.
Nel 1975 venne inserito nella formazione prog veneziana de Le Orme, con cui incide l'album Smogmagica, partecipando alla stesura musicale dei pezzi, tra i quali anche di uno dei più grandi successi del gruppo: Amico di ieri. Tolo lasciò Le Orme dopo appena tre mesi dall'uscita dell'album, per divergenze riguardanti le coreografie dell'imminente tour intitolato Rockspray, in scena nel marzo 1976.
Nel 1978 si unì con la Blues Society del musicista Guido Toffoletti, partecipando alla incisione dell'EP Straight Ahead (1978), del LP Blues society with Herbie Goins (1979) e del Birthday Album (1979-80).

### La carriera solista e i successi americani
Dopo questa parentesi nel panorama pop italiano iniziò la sua carriera solista nel 1976 e incise nel 1981 il suo primo album The Blues Won't Go Away. Nel 1998 ottenne una vittoria al Jimi Hendrix Electric Guitar Festival di Seattle, negli Stati Uniti. La manifestazione era organizzata dalla famiglia di Jimi Hendrix in collaborazione con la Fender, l'Aiwa e la rivista Guitar Player Magazine. Questo prestigioso premio, consegnatogli direttamente da Al Hendrix, padre di Jimi, aumenterà la notorietà di Tolo. Nel 1984 contribuì alla realizzazione del primo album solista di Aldo Tagliapietra, ...nella notte.
Ha inoltre partecipato cinque volte al Festival di Pistoia suonando sullo stesso palco con B.B. King, Buddy Guy, Jeff Beck, Jeff Healey, Robben Ford, Blues Brothers e tanti altri. Ha anche suonato insieme a Jack Bruce e Ginger Baker, ovvero i due terzi dei Cream, trovandosi al posto del restante componente, Eric Clapton.
Nel 1999 partecipò al "Blues and Soul Festival" di Skopje in Macedonia.
Numerose sono infine le esperienze accumulate negli USA nello stesso periodo: nel 1989 scelse di ripartire da Austin, in Texas, città che si autodefinisce "the live music capital of the world". In America Tolo ha avuto al suo attivo numerose serate dal vivo, apparizioni radiofoniche (KGSR, KUT, KLBJ) e televisive, oltre a diverse interviste. Ad Austin nel 1999 ha registrato il suo album Colours and Notes, suonando anche a San Antonio.

### Ultimi anni
Nel 1999 Tolo diede vita assieme ad altri cinque chitarristi (Luciano Bottos, Stefano Scutari, Alberto Negroni, Bruno Gennaro e Massimo Scattolin), al progetto Guitarland – Sei corde senza confini, che propone una mescolanza di classica, jazz, flamenco, country e musica latino-americana.
Da dicembre 2001 Tolo partecipò allo spettacolo teatrale "Carta Bianca" con l'attore Marco Paolini e il violoncellista Mario Brunello. Nel marzo 2002 ha iniziato la collaborazione con il batterista dei Deep Purple Ian Paice, suonando con lui in più concerti, in uno dei quali ha partecipato anche il loro attuale tastierista Don Airey.
Il 1º gennaio 2003 si è esibito in diretta su RAI International in una trasmissione dal titolo "SOS Argentina" a favore dei bambini di quel paese. Tra il 2005 e il 2006 ha avuto un altro paio di apparizioni televisive in RAI.
La sua cover di All Along the Watchtower è stata inclusa nel terzo volume di May Your Song Always Be Sung: The Songs of Bob Dylan, compilation di cover di Bob Dylan eseguite da artisti internazionali pubblicata dalla BMG nel 2003. Fu originariamente inserita nell'album Colours and Notes del 1999.
Il 5 novembre 2010, dopo 35 anni, Tolo Marton si riunisce con gli ex-Orme Aldo Tagliapietra e Tony Pagliuca. Insieme al batterista Carlo Bonazza, il gruppo partecipa al Prog Exhibition, importante festival svoltosi il 5-6 novembre a Roma per il quarantennale del progressive rock italiano. È stato presente anche David Cross dei King Crimson, in qualità di special. La band ha esordito lo scorso 25 febbraio 2011 al Teatro Comunale di Vicenza, facendo il tutto esaurito e bissando i consensi della precedente data. Il gruppo ─ che si presenta con il soprannome Tagliapietra Pagliuca Marton ─ ha annunciato la pubblicazione di un album di inediti di cui attualmente propone, nelle esibizioni live, il brano dal titolo provvisorio Dai un nome. Dopo aver tenuto con grande successo altri concerti a Genova, Venezia Mestre e Varese, nell'aprile 2011 il gruppo decise di sciogliersi.
Nel 2012 inizia una collaborazione con il bassista dei Deep Purple Roger Glover con il quale si esibisce in concerto al Teatro Corso a Mestre, terraferma del Comune di Venezia.

## Lo stile
Il genere musicale di Marton può essere ricondotto all'area classic rock, ma il suo repertorio si basa sull'incontro di rock, blues, country, rock psichedelico, melodia e silenzi.
Tolo inserisce fra le sue influenze i chitarristi Rory Gallagher, Jimi Hendrix, B.B. King, Eric Gale, Nils Lofgren, Carlos Santana, J.J. Cale, Alvin Lee, Charlie Christian. Allo stesso modo stima artisti come Paul Simon, Joni Mitchell, The Doors, Jimmy Smith, Jerry Lee Lewis, Miles Davis, Henry Mancini, Cream, Dimitri Tiomkin e Ennio Morricone.

## Discografia

### Album in studio
- 1981 - The Blues Won't Go Away
- 1982 - Let Me Be
- 1983 - One Guitar Band
- 1992 - Toloquarantasuonati
- 1996 - My Place Is Close to You
- 1998 - Still Close to You
- 1999 - Colours and Notes
- 2010 - Reprints - ristampe dei primi tre vinili
- 2013 - Stage List
- 2016 - My Cup of Music

### Album dal vivo
- 2002 - Dal vero
- 2005 - Stra Live

### Collaborazioni
- Paranoia Dance/Trip to Paradise (45 giri - con i Raptus, 1973)
- Eleanor Rigby/I wanna hold your hands (45 giri - con i Raptus, 1974)
- Smogmagica (con Le Orme, 1975)
- "Straight Ahead" (con Guido Toffoletti's Blues Society) 1978 EP Sonobeat con Fabio Treves
- "Midnight guitar talks ..." (con Guido Toffoletti's Blues Society) 1979 LP Red Record - con Fabio Treves; Herbie Goins
- "Blues Society with Herbie Goins" (con Guido Toffoletti's Blues Society) 1980 LP Large World con Herbie Goins; note di Alexis Korner
- "Birthday Album" (con Guido Toffoletti's Blues Society) 1981 LP Young Records con Paul Jones, Jorma Kaukonen, Kim Brown, Herbie Goins, Fabio Treves
- "Early Times" (con Guido Toffoletti's Blues Society) ristampa di "Midnight guitar talks ..." 198? LP Red Record - con Fabio Treves - Herbie Goins
- @Ways Back" (con Guido Toffoletti's Blues Society) 1988 LP Appaloosa - brani dal 1979 al 1987 con Mick Taylor; Paul Mills; Ian Stewart; Jorma Kaukonen; Zoot Money; Mel Collins; Paul Jones
- ...Il cielo non cadrà/Canzone dolcissima ( 45 giri, con Massimo Bubola, 1984)
- ...nella notte (con Aldo Tagliapietra, 1984)
- DIXIE IN ROCK LP dal vivo in 3 brani al 'Dixie Saloon' di Canneto Pavese (PV) (1985)
- Montecio Rock - Venale Vinile LP - in 2 brani (1988)
- Guitarland: Sei corde senza confini (1999)
- Acid Blues Marton Robinson Marini Moreno Ceruti, 2003)
- Guitarland: 6 alle corde (2008)
- Ephrikian Marton Pegoraro: Giubbox (2008)
- Prog Exhibition DVD (2011) con Aldo Tagliapietra Tony Pagliuca
- Marton Caudai Capitani: Zero (2014)